# カゼッレ・イン・ピッタリ
カゼッレ・イン・ピッタリ（伊: Caselle in Pittari）は、イタリア共和国カンパニア州サレルノ県にある、人口約1,900人の基礎自治体（コムーネ）。

## 地理

### 位置・広がり

#### 隣接コムーネ
隣接するコムーネは以下の通り。
- カザレット・スパルターノ
- モリジェラーティ
- ロフラーノ
- サンツァ
- トッレ・オルサーイア

## 行政

### 分離集落
カゼッレ・イン・ピッタリには、以下の分離集落（フラツィオーネ）がある。
- Santi Caselle, Marmore, Tempe, Botimare, Caporra